# Martinskirche Christenberg

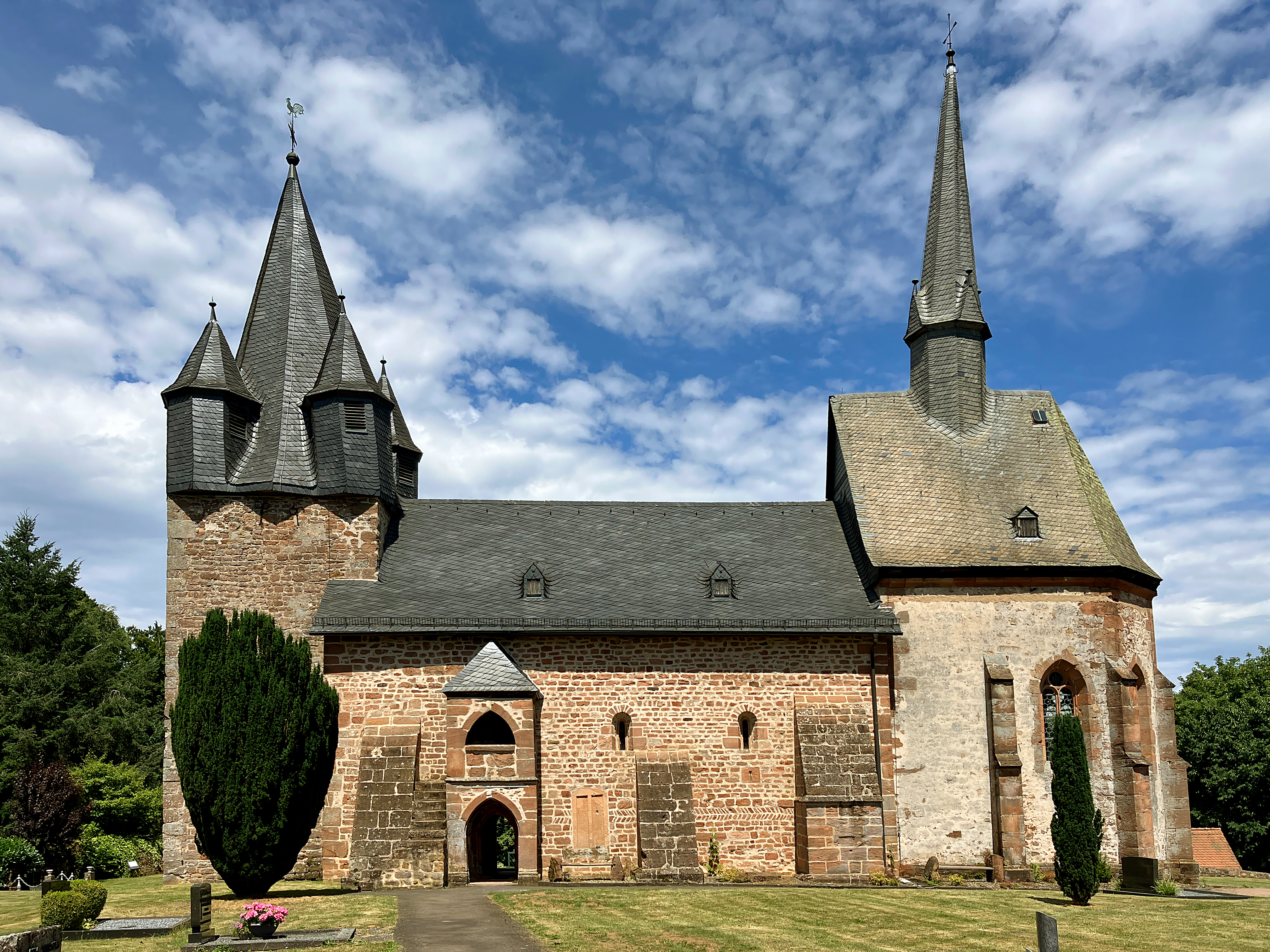
Ansicht von Süden

Die evangelische Martinskirche steht etwa 3 Kilometer östlich von Münchhausen auf dem Christenberg. Dieser liegt als Exklave in der Gemarkung von Münchhausen im Landkreis Marburg-Biedenkopf (Mittelhessen). Eigentümerin des Bergplateaus ist die evangelische Kirchengemeinde Münchhausen. Das Gotteshaus besteht aus einem romanischen Langschiff und Westturm aus dem 11. Jahrhundert sowie einem spätgotischen Chor (um 1520). Sie ist eine der ältesten erhaltenen Kirchen im Landkreis und seit dem Mittelalter kirchliches Zentrum der Region. Kennzeichnend sind der wehrhafte Westturm mit vier Wichhäuschen und der hohe Ostchor mit spitzem Dachreiter. Eine kunsthistorische Besonderheit stellt die spätgotische Außenkanzel dar.

## Geschichte

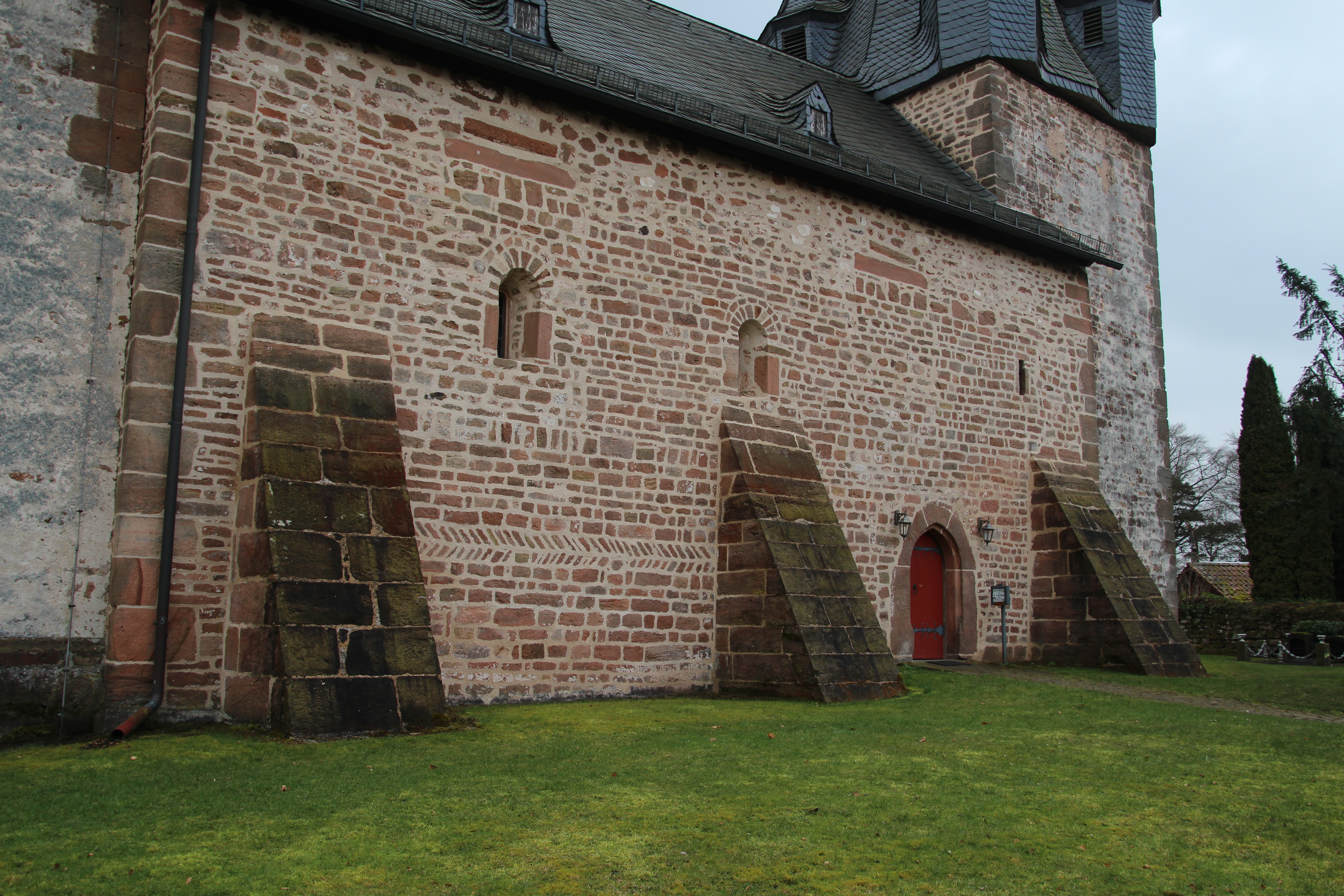
Nordseite mit romanischen Fenstern und Fischgrätenverband

Als älteste Besiedlung auf dem Christenberg ist in der Frühlatènezeit eine befestigte Keltensiedlung nachweisbar (480 bis 280 v. Chr.). Die steile Anhöhe war nach Osten durch eine Wallanlage gesichert. Von etwa 700 bis 850 n. Chr. erfolgte eine Neubesiedlung in Form einer fränkischen Festungsanlage, deren Ringmauer ein Areal von 4 Hektar umschloss. Ein 1953 archäologisch nachgewiesener Vorgängerbau aus karolingischer oder ottonischer Zeit war etwas breiter und länger als der heutige Saalbau (Langhaus: 16,5 × 9,7 Meter). Die Achse war gegenüber dem heutigen Bau etwas nach Norden verschoben. Neben dem Triumphbogen wurden die Reste eines Seitenaltars samt Treppenstufe freigelegt. Ein Rechteckchor, wahrscheinlich aus dem 8. oder 9. Jahrhundert, bildete den Ostabschluss, der im Zuge des Kirchenneubaus im 11. Jahrhundert durch eine halbrunde Apsis ersetzt wurde. Unklar ist der Westabschluss. Die abknickenden Mauern könnten auf einen zweitürmigen Westbau und Fundamentreste im Süden auf eine dreischiffige Basilika hinweisen. Der karolingische Bau wäre dann der Einhardsbasilika in Steinbach vergleichbar. Für das Jahr 1227 ist ein Pleban, für das Jahr 1231 das Patrozinium des heiligen Martin erstmals bezeugt.

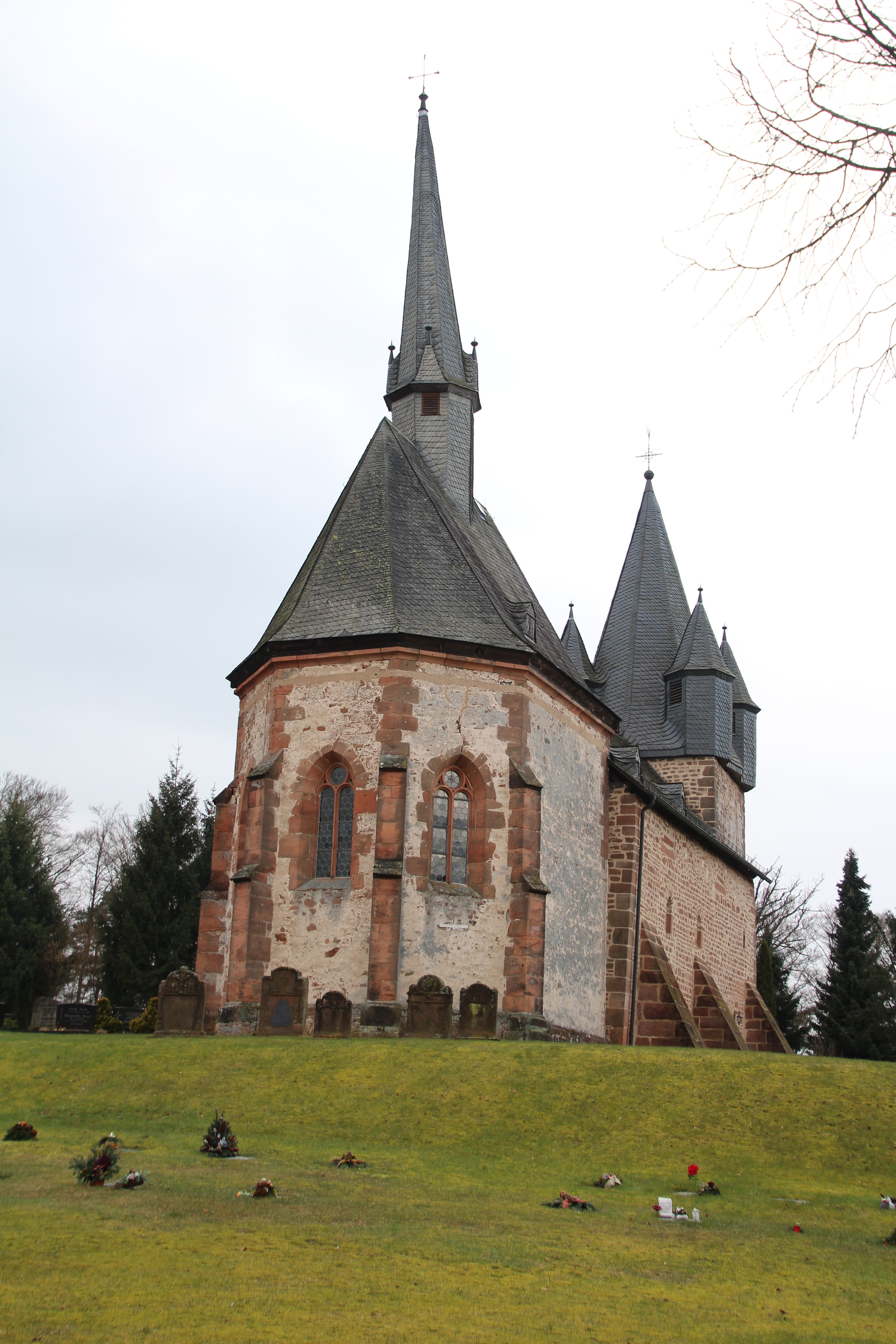
Spätgotischer Chor

Im Mittelalter war die „Kesterburg“ Sendkirche der Region und bis 1522 Sitz des gleichnamigen Dekanats im Erzbistum Mainz für das obere Lahn- und Edertal. Das Patronatsrecht hatte im 14. Jahrhundert die Familie von Bicken inne, die es 1396 an die von Hatzfeld abtrat. Im Jahr 1399 wurde das Patronat der Johanniterkommende in Wiesenfeld übertragen und ihr die Kirche inkorporiert, was Papst Bonifatius IX. im Jahr 1401 bestätigte. Wegen der Nähe zu seiner Gemeinde verlegte der Pfarrer im Jahr 1503 den Pfarrsitz offiziell nach Münchhausen. Wahrscheinlich wohnte der Pfarrer aber bereits Mitte des 15. Jahrhunderts in Münchhausen; der Johanniter Gottfried von Neukirchen wurde 1469 als Pfarrer zu Münchhausen genannt. Im Jahr 1520 erhielt die Kirche ihre heute maßgebliche Gestalt, als die Apsis dem spätgotischen Fünfachtelschluss weichen musste und der Aufbau des Westturms entstand.
Mit Einführung der Reformation im Jahr 1527 wechselte die Kirche zum evangelischen Bekenntnis. Die Johanniterkommende wurde aufgehoben und das Patronat dem hessischen Landgrafen übertragen. Eine Diebesbande soll im Sommer 1684 die nach der Reformation noch verbliebenen Wertgegenstände geraubt haben, darunter das Altartuch.
Im Jahr 1817 wurde das spätgotische Gewölbe aus dem 15. Jahrhundert, das auf zwei Mittelsäulen und einer Wandsäule in der westlichen Mauer ruhte und das Langhaus in zwei Schiffe teilte, ausgebrochen; mit diesen Steinen wurden die Außenmauern erhöht. Im Inneren wurden dreiseitige, zweigeschossige Emporen aus Holz eingebaut und anstelle der schlitzförmigen Rundbogenfenster große Rechteckfenster eingebrochen.
Im Jahr 1945 wurden durch einen Jagdbomber Mauerwerk und Fenster beschädigt. Archäologische Grabungen förderten im Jahr 1953 die Grundrisse des Vorgängerbaus zutage. Bei einer Renovierung in diesem Jahr wurden die abgängigen Emporen entfernt und eine Flachdecke eingezogen, deren Höhe dem romanischen Bau entsprach. Die Rechteckfenster wurden vermauert, die ursprünglichen romanischen Rundbogenfenster wiederhergestellt, die nördliche Schießscharte freigelegt und das Dach neu eingedeckt.
Eine Innenrenovierung folgte im Jahr 2006. Eine Fußbodenheizung wurde eingebaut und der Fußboden anschließend mit Platten aus Rotsandstein belegt. Das Kirchengestühl wurde durch Einzelstühle ersetzt und die Decke erneuert.
Heute besteht das Kirchspiel Christenberg, das zum Kirchenkreis Kirchhain im Sprengel Marburg der Evangelischen Kirche von Kurhessen-Waldeck gehört, aus den Kirchengemeinden Münchhausen und Wollmar. Die Kirche dient als Friedhofskapelle, für Trauungen und für besondere Gottesdienste.

## Architektur

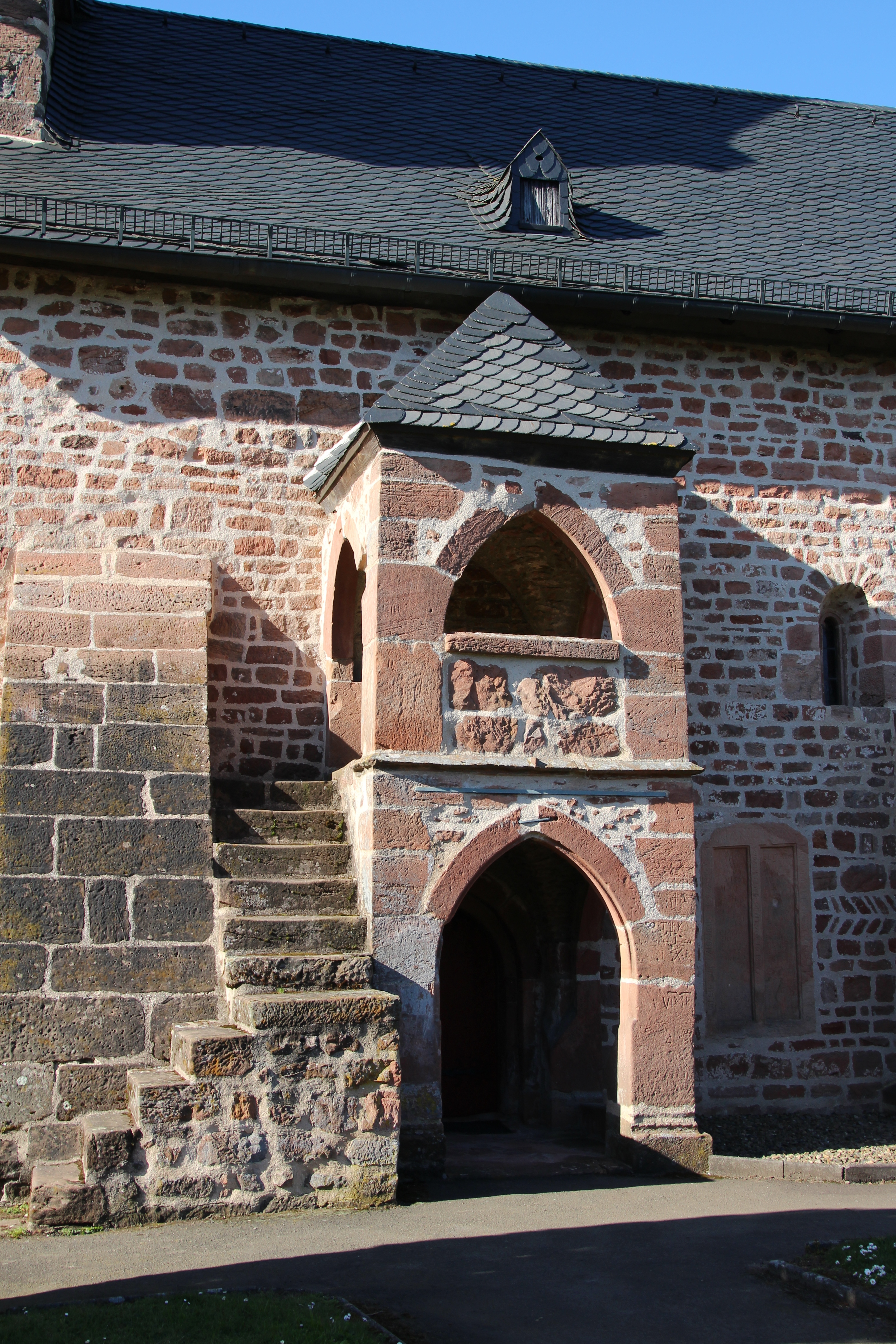
Außenkanzel an der Südseite

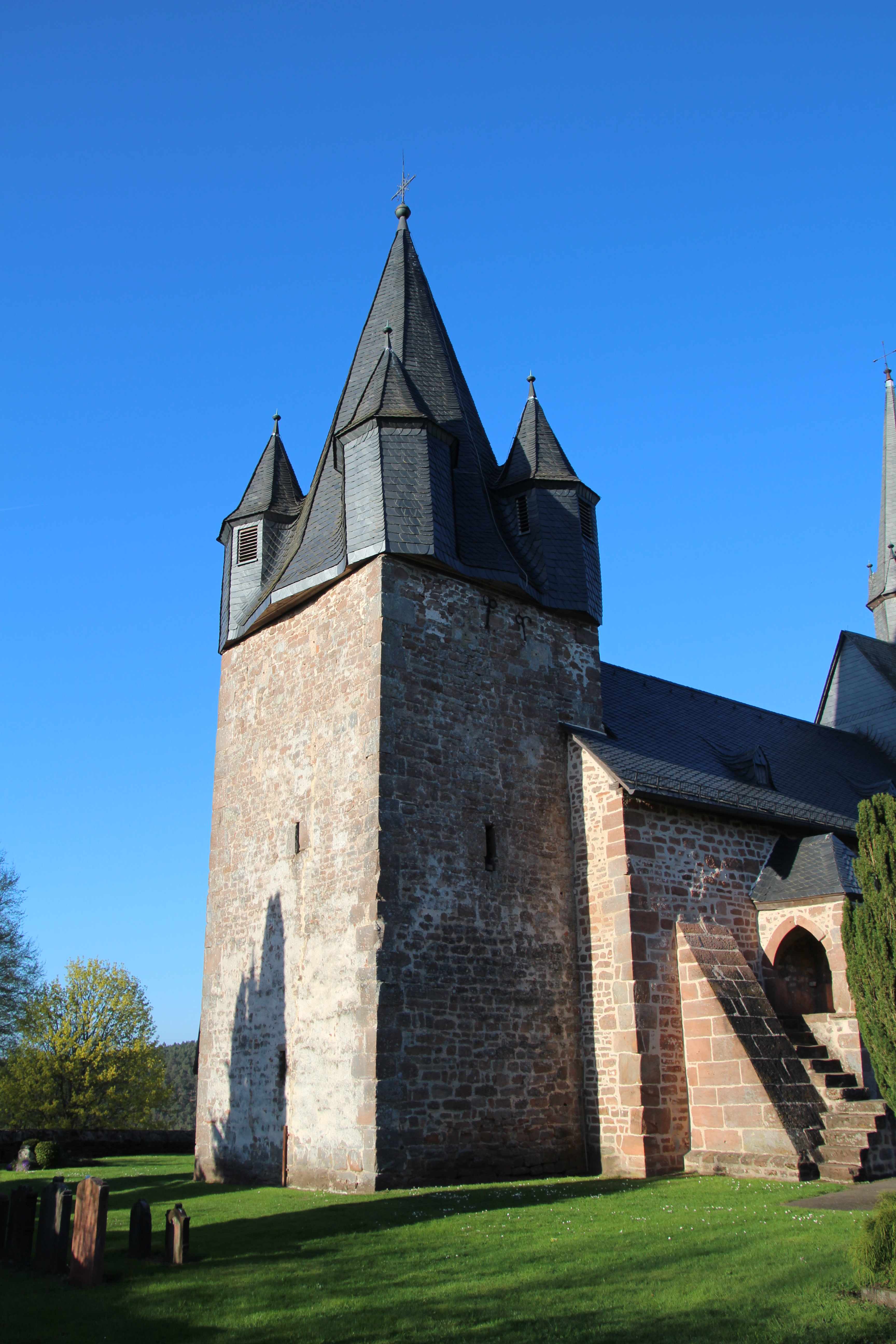
Turm von Südwesten

Die geostete Kirche ist aus lokal gebrochenem Bruchsteinmauerwerk aus Buntsandstein mit Eckquaderung auf einem 387 Meter hohen Plateau errichtet, dessen ovale Grundfläche etwa 200 × 250 Meter umfasst. Die unbehauenen, roten Sandsteine waren ursprünglich weiß verputzt. Die Martinskirche befindet sich im Nordwesten des Friedhofs, der innerhalb der ehemaligen karolingischen Burganlage angelegt ist. Der einschiffige Saalbau und der gedrungene Westturm stammen aus dem 11. Jahrhundert.
Das Langhaus ist der älteste Teil der Baugruppe. Es wird an jeder Seite durch zwei kleine, schmale, hochsitzende Rundbogenfenster (0,75 × 0,14 Meter) mit Licht versorgt, die teils aus romanischer Zeit stammen oder 1953 rekonstruiert wurden. Unter dem östlichen Südfenster ist eine Sonnenuhr angebracht. Im Westen ist je eine Schießscharte eingelassen, was auf die frühere Existenz einer hölzernen Westempore schließen lässt. Erhalten sind zwei Konsolsteine vom westlichen Giebelansatz aus romanischer Zeit, die stark stilisierte Löwenköpfe aufweisen. An beiden Langseiten stützen je drei Strebepfeiler, die aus dem 16. und 19. Jahrhundert stammen sollen, die Außenmauern. Zu dekorativen Zwecken ist im Mauerwerk zwischen den beiden östlichen Strebepfeilern Fischgrätenverband verwendet. Das Satteldach ist an beiden Seiten mit zwei kleinen Gauben bestückt. Wahrscheinlich zu Beginn des 16. Jahrhunderts wurde eine söllerartige, zweigeschossige, steinerne Außenkanzel angebaut, deren Obergeschoss über eine Außentreppe an der Westseite zugänglich ist. Die Außenkanzel verdeckt die südliche Schießscharte, während die nördliche heute verglast ist (etwa 0,10 Meter breit). Die spitzbogigen Öffnungen sind schlicht gestaltet. Nur der ebenerdige Südbogen weist eine Fase auf. Kanzelempore unter einem kleinen Walmdach und Vorhalle sind beide kreuzgratgewölbt. Die Halle gewährt den Zugang zum romanischen Südportal, das in spätgotischer Zeit eine spitzbogige Pforte erhalten hat. Die Außenkanzel ermöglichte das Predigen im Freien und diente im Mittelalter dem Vorzeigen von Reliquien.
Der wehrhafte Charakter des noch in romanischer Zeit angebauten Westturms ist an den über zwei Meter mächtigen Mauern mit je zwei Schießscharten in der West- und Südwand erkennbar. Dass Schiff und Turm nicht aus einem Guss sind, ist an den Fugen erkennbar. Zudem liegen beide Baukörper nicht genau auf einer Achse. Die Turmhalle hat ein schlichtes Kuppelgewölbe. Ein großer Rundbogen öffnet über romanischen Kämpfern (Gesimsplatte über Abschrägung) die Turmhalle zum Schiff. Der Turmaufbau datiert von 1520 und beherbergt eine Bronzeglocke von 1629. Die vier verschieferten, begehbaren Wichhäuschen wurden zu Verteidigungszwecken gebaut. Die beiden südlichen sind achteckig, die beiden nördlichen siebeneckig. Der oktogonale Spitzhelm wird von Turmknauf, schmiedeeisernem Kreuz und Wetterhahn bekrönt.
Der spätgotische Chor mit Fünfachtelschluss ist um mehrere Stufen über den Boden des Langschiffes erhöht. Er  ist gegenüber dem Schiff etwas eingezogen, aber deutlich höher. Während das Chorjoch ohne Fenster ist, wird das Polygon durch vier Fenster mit zweibahnigem Maßwerk mit Oculus im flachen Spitzbogen belichtet. Vermutlich sind die Chorfenster nicht so hoch, damit sie aus der Perspektive des Langhauses durch den Triumphbogen nicht abgeschnitten werden. Nur die Nordseite, in die eine Sakramentsnische eingelassen ist, ist fensterlos. In der südlichen Chorwand ist eine Nische angebracht, die vermutlich als Hagioskop diente, durch das im Mittelalter den Kranken die Eucharistie gereicht wurde. Das Kreuzrippengewölbe ruht auf schlichten, durchlaufenden Diensten ohne Kapitelle und endet in zwei Schlusssteinen, die mit stilisierten Blumen belegt sind. Die Schlusssteine sind mit rautenförmigen Rippen verbunden, sodass der Eindruck eines Netzgewölbes entsteht. Ein großer, spitzbogiger Triumphbogen öffnet den hellen Chor zum dunklen Schiff. Außen werden die Wände durch abgetreppte Strebepfeiler gestützt, die die Schubkraft des Gewölbes auffangen. Dem steilen Dach sind zwei kleine Gauben und ein spitzer, vollständig verschieferter, oktogonaler Dachreiter aufgesetzt. Sein Schaft geht in vier Giebelchen über, denen kleine Spitzen aufgesetzt sind. Ein Turmknauf mit einem schlichten Kreuz bekrönt den schlanken Spitzhelm, der etwas zur Seite geneigt ist.
Die Martinskirche und das alte Küsterhaus waren Vorbild für zahlreiche Illustrationen von Otto Ubbelohde.

## Ausstattung

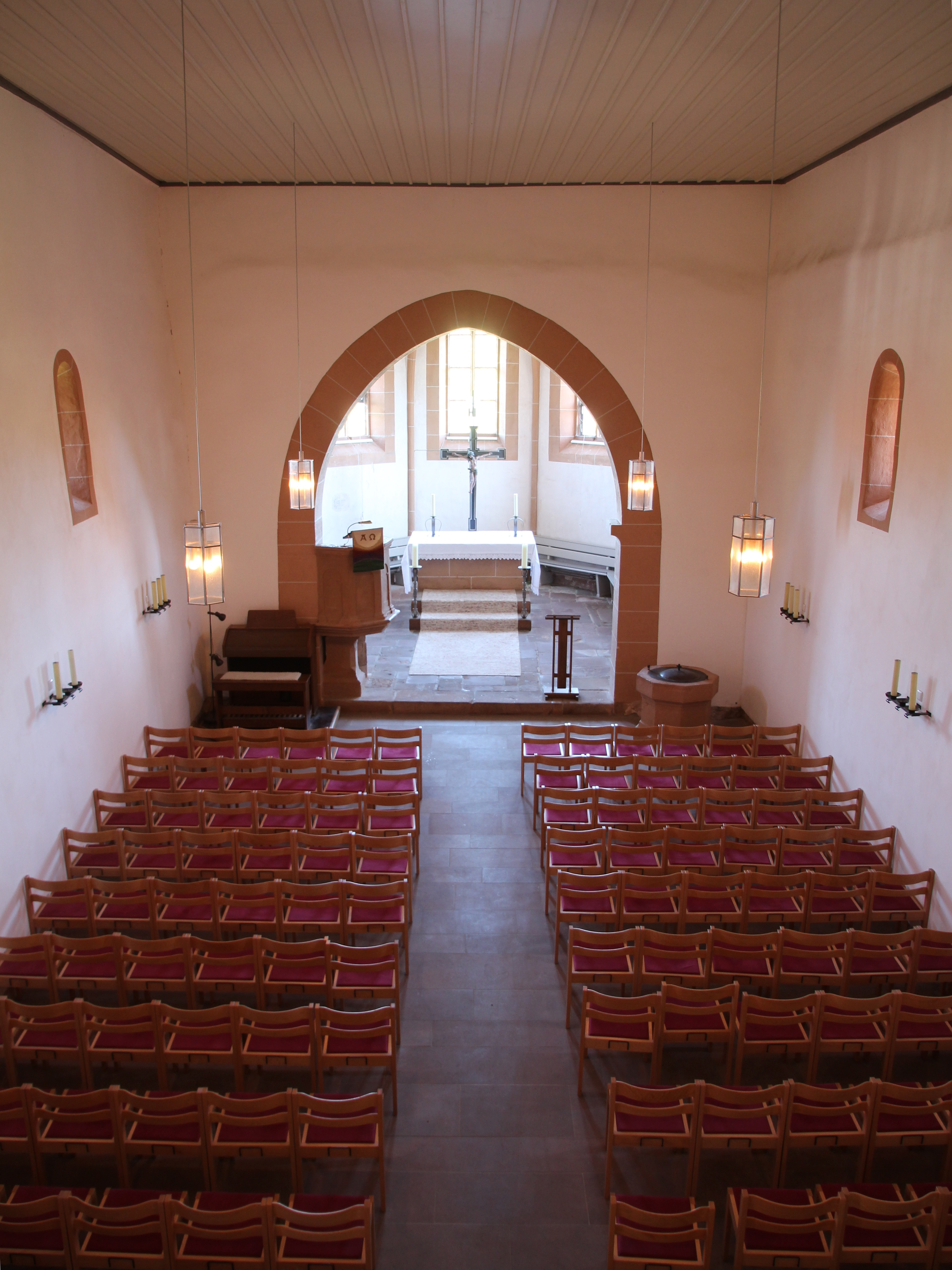
Langhaus nach Osten

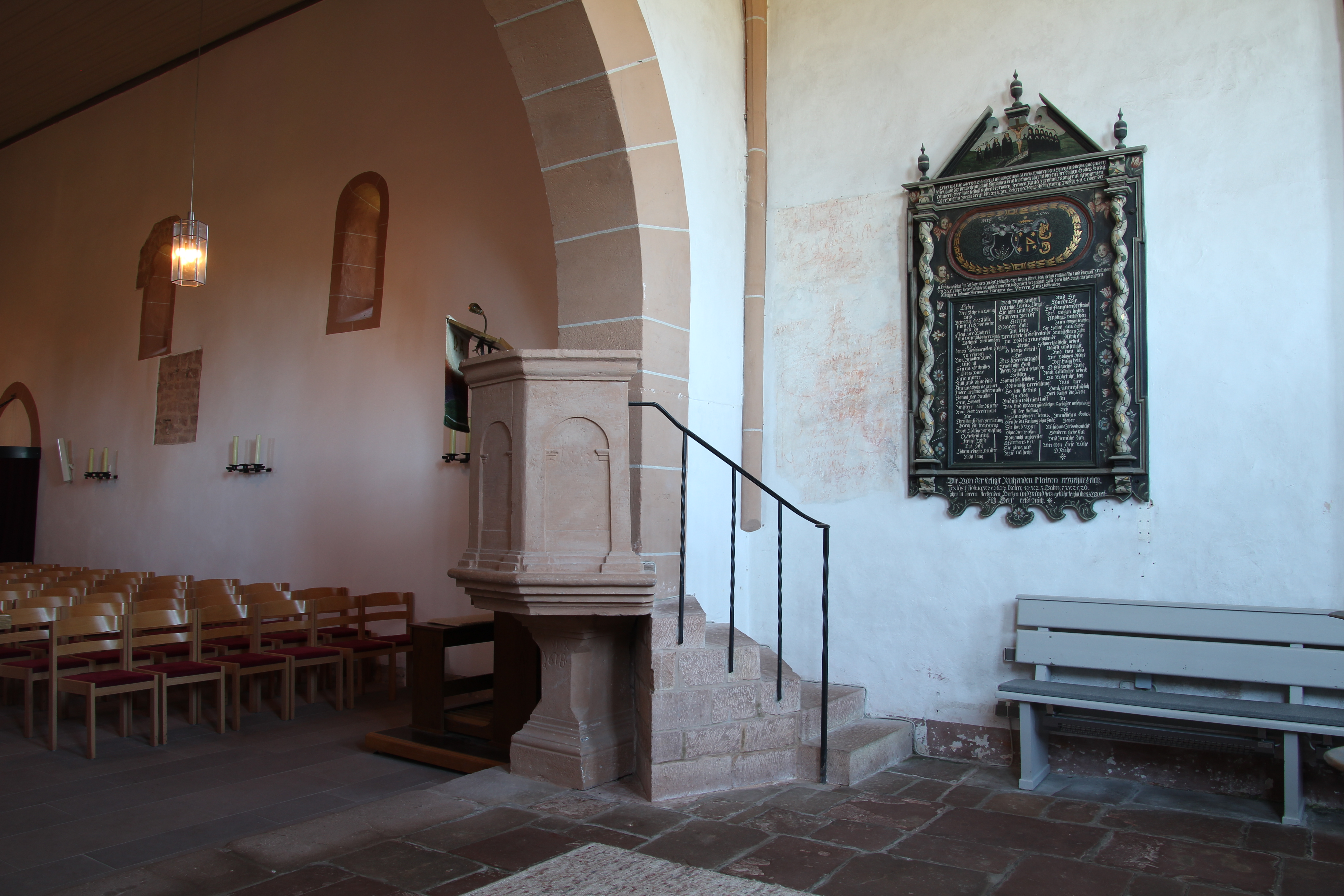
Kanzel und Epitaph (2016)

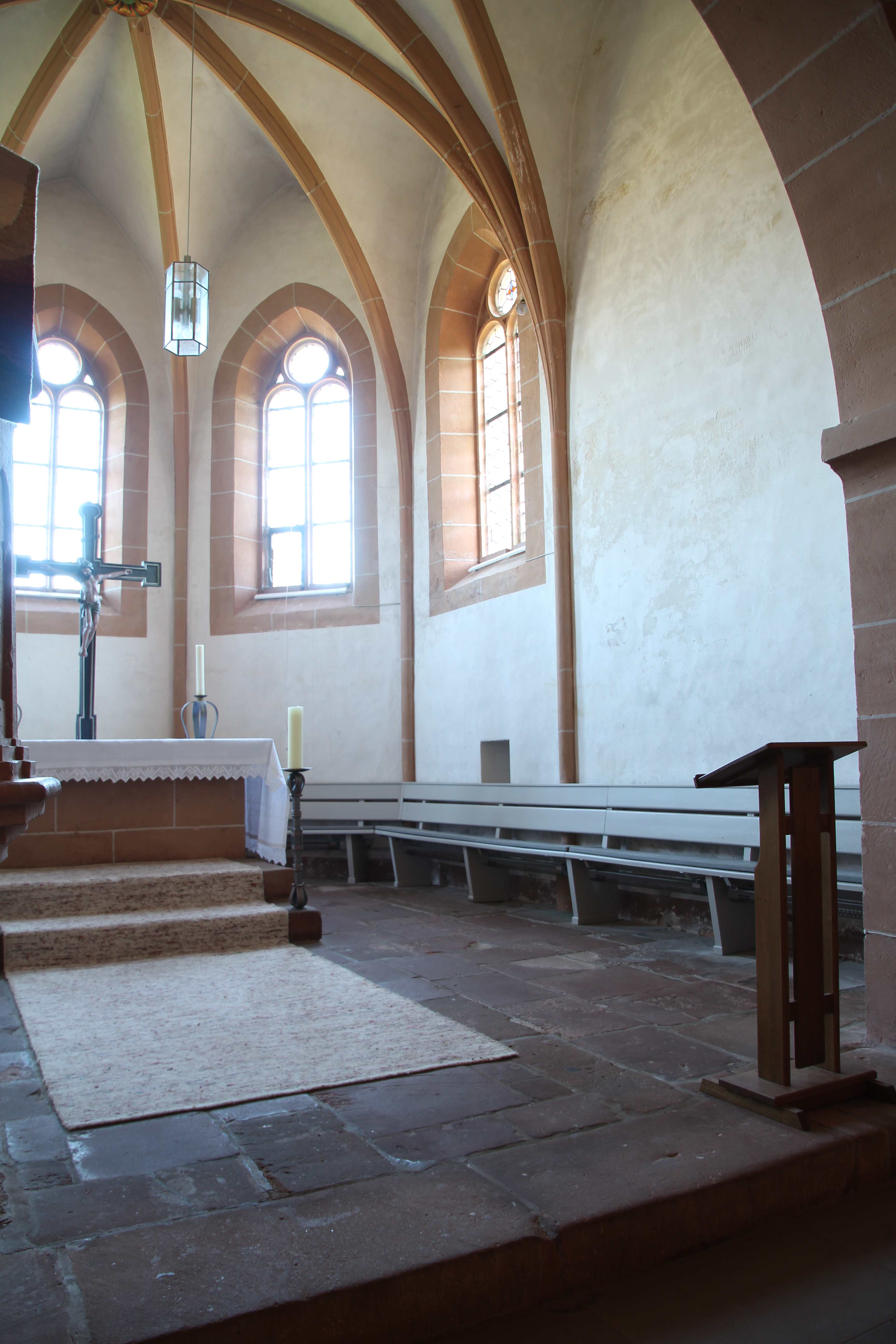
Blick in den überwölbten Chor (2016)

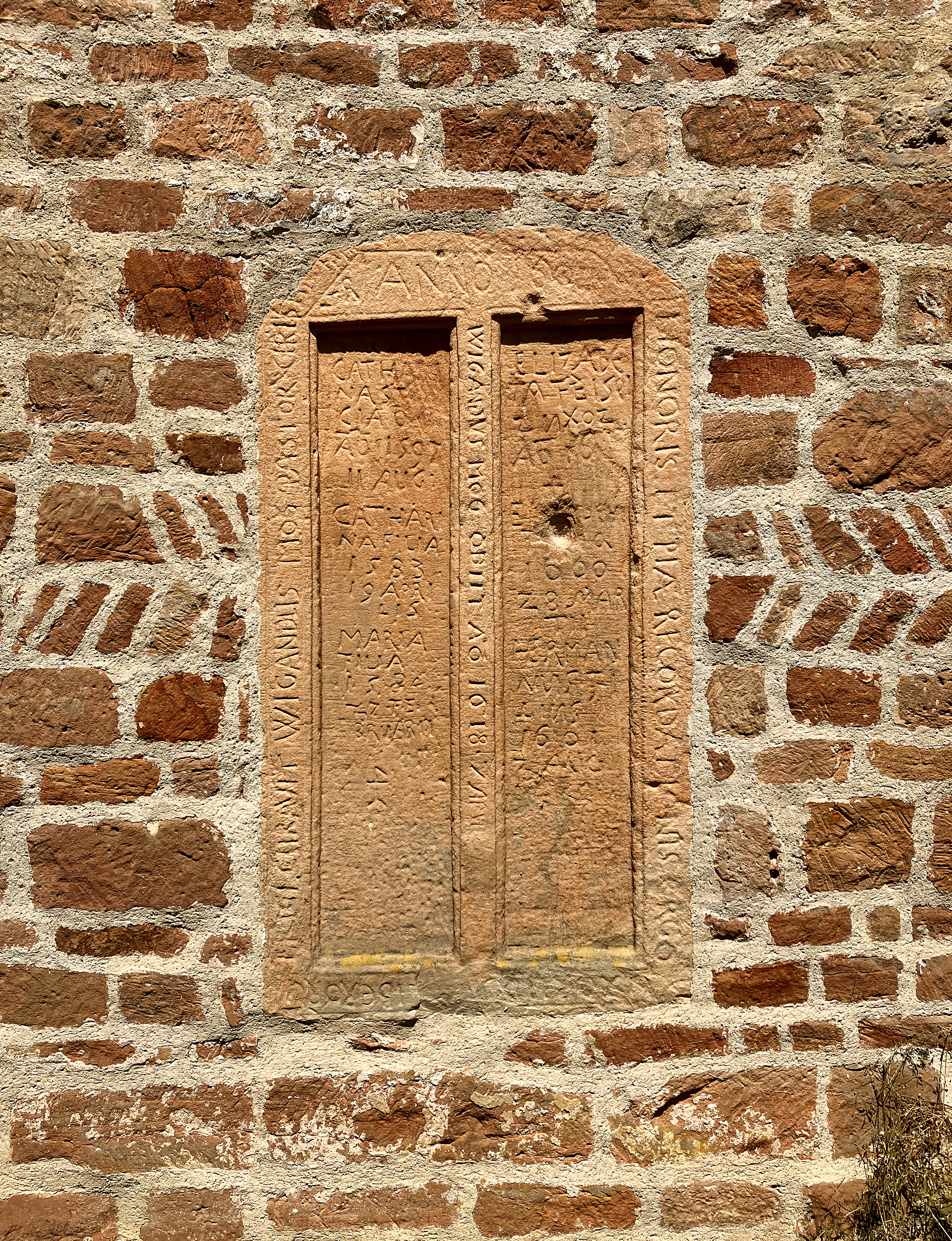
Peststein von 1618

Das Innere des Langhauses ist wieder wie in romanischer Zeit flachgedeckt. Die Innenausstattung ist schlicht. Die Emporen wurden 1953 wieder entfernt. Stattdessen führt seitdem ein hölzerner Treppenaufgang mit schlichten, kassettierten Brüstungen in Emporenhöhe zum Zugang der Turmobergeschosse. Eine Pfeifenorgel ist nicht vorhanden. Stattdessen ist in der Südwestecke vor der Kanzel eine elektronische Orgel aufgestellt.
Das schlichte, große, oktogonale Taufbecken aus Rotsandstein wurde im 15. Jahrhundert geschaffen. Es ist im Südosten der Kirche vor dem Triumphbogen aufgestellt. Die Sakramentsnische im Chor hat unter kleinen Zinnen einen Kreuzbogenfries. Ein von innen zu erkennendes niedriges zugemauertes Fenster an der südlichen Chorwand war vermutlich ein Hagioskop oder Pestfenster. Der Altar ist aus einem quaderförmigen Block gebildet.
Die polygonale Renaissance-Kanzel von 1618 aus rotem Sandstein ist am linken Chorbogen aufgestellt und ruht auf einem quadratischen Fuß. Die Kanzelfelder haben Rundbogen und werden oben und unten durch umlaufende, profilierte Gesimskränze abgeschlossen.
An der südlichen Chorwand ist ein hölzernes Epitaph zur Erinnerung an die Pfarrersfrau Anna Christina Manger aufgehängt, die am 24. Dezember 1700 im Kindbett starb. Zwischen gedrehten Freisäulen ist in drei Spalten eine Grabschrift zu lesen. Darüber ist in einer Kartusche ein Wappen gemalt und im gebrochenen Giebel die Pfarrersfamilie dargestellt, nach ihrer Größe angeordnet der Ehemann mit seinen drei Söhnen links und die sechs Töchter rechts vom Gekreuzigten, die Verstorbene mit dem totgeborenen Kind vor dem Kreuz aufgebahrt.
Außen ist in die Südwand ein Peststein eingelassen, der an Pfarrer Wigand Mog († 1618) erinnert: „W. MOG P. XO 1597 PESTE OB.EX. HAC. ECC 560“. In seiner Amtszeit starben im Kirchspiel Christenberg 560 Menschen an der Pest.